# Latschesar Waltschew
Latschesar Waltschew (bulgarisch Лъчезар Вълчев, englisch Lâchezar Vâlchev; * 26. Mai 2005) ist ein bulgarischer Leichtathlet, der sich auf den Dreisprung spezialisiert hat.

## Sportliche Laufbahn
Erste internationale Erfahrungen sammelte Latschesar Waltschew im Jahr 2021, als er bei den U18-Balkan-Meisterschaften in Kraljevo mit 14,96 m die Goldmedaille im Dreisprung gewann und im Weitsprung mit 6,82 m den achten Platz belegte. Im Jahr darauf gelangte er bei den U20-Balkan-Hallenmeisterschaften in Belgrad mit 6,47 m auf Rang elf im Weitsprung und im Juni siegte er bei den U18-Balkan-Meisterschaften in Bar mit 15,57 m im Dreisprung und wurde im Weitsprung mit 7,14 m Vierter. Anschließend gelangte er bei den Balkan-Meisterschaften in Craiova mit 15,53 m auf Rang sieben im Dreisprung, ehe er bei den U18-Europameisterschaften in Jerusalem mit 15,76 m die Goldmedaille gewann. Daraufhin siegte er mit 15,71 m bei den U20-Balkan-Meisterschaften in Denizli und wurde dann bei den U20-Weltmeisterschaften in Cali mit 15,34 m Zehnter. 2023 wurde er bei der 2. Liga der Team-Europameisterschaft im Rahmen der Europaspiele in 15,57 m Dritter im Dreisprung und anschließend belegte er bei den Balkan-Meisterschaften in Kraljevo mit 15,73 m den achten Platz. Daraufhin gewann er bei den U20-Europameisterschaften in Jerusalem mit 16,16 m die Bronzemedaille. Im Jahr darauf siegte er bei den U20-Balkan-Hallenmeisterschaften in Belgrad mit 15,80 m im Dreisprung und belegte im Weitsprung mit 6,86 m den achten Platz. Anschließend gelangte er bei den Balkan-Hallenmeisterschaften in Istanbul mit 15,89 m auf Rang sieben im Dreisprung. Im Juni schied er bei den Europameisterschaften in Rom mit 15,96 m in der Qualifikationsrunde aus und im August belegte er bei den U20-Weltmeisterschaften in Lima mit 16,16 m den vierten Platz.
2025 gelangte er bei den Balkan-Hallenmeisterschaften in Belgrad mit 15,43 m auf den neunten Platz und anschließend brachte er bei den Halleneuropameisterschaften in Apeldoorn in der Qualifikationsrunde keinen gültigen Versuch zustande. Im Juni wurde er bei der 2. Liga der Team-Europameisterschaft in Maribor mit 16,11 m Dritter hinter dem Österreicher Endiorass Kingley und Can Özüpek aus der Türkei. Anschließend gewann er bei den U23-Europameisterschaften in Bergen mit 16,48 m die Silbermedaille hinter dem Spanier Pablo Delgado.
2024 wurde Waltschew bulgarischer Meister im Dreisprung.

## Persönliche Bestleistungen
- Weitsprung: 7,19 m, 21. Januar 2024 in Sofia
- Dreisprung: 16,48 m (+1,8 m/s), 20. Juli 2025 in Bergen